# Sven Hirn
Sven Hirn, född 18 november 1925 i Helsingfors, död där 20 november 2013, var en finländsk bibliotekarie och författare.
Hirn blev filosofie doktor 1958. Han var från 1946 anställd vid Helsingfors stadsbibliotek, 1959–1963 som biträdande chefsbibliotekarie och 1963–1987 som chefsbibliotekarie. Åren 1968–1974 var han chefredaktör för biblioteksbranschens tidning Kirjastolehti.
Hirns kulturhistoriskt inriktade författarskap både på svenska och finska är omfattande och tar ofta upp tidigare obehandlade ämnen. Doktorsavhandlingen Imatra som natursevärdhet till och med 1870 (1958) följdes bland annat av undersökningen Teater i Viborg 1743–1870 (1970) och pionjärverket Sirkus kiertää Suomessa (1982). Hirn gjorde grundläggande forskningsinsatser där fotografins, filmens och dansens historia i Finland dokumenterades. Operett i Finland 1860–1918 (1992) ger en inblick i populärmusikens tidiga skeden medan Den gastronomiska hästen (2002) låter gamla nordiska affischer berätta om cirkusgrupper och andra kringresande artister på 1700- och 1800-talet. Han erhöll professors titel 1982.
Sven Hirn var son till historikern Hans Hirn.